# Berlare
Berlare är en kommun i Belgien.   Den ligger i provinsen Östflandern och regionen Flandern, i den centrala delen av landet, 30 kilometer nordväst om huvudstaden Bryssel. Antalet invånare är 14 618.
Omgivningarna runt Berlare är en mosaik av jordbruksmark och naturlig växtlighet. Runt Berlare är det tätbefolkat, med 947 invånare per kvadratkilometer.